# Alberto Garnham Barros
Alberto Francisco Garnham Barros (Valparaíso-1894-Santiago, 1988) fue un abogado, académico y político chileno, miembro del Partido Liberal (PL). Se desempeñó como ministro de Economía y Comercio de su país, durante el gobierno del presidente radical Gabriel González Videla entre julio y noviembre de 1952.

## Familia y estudios
Nació en la ciudad chilena de Valparaíso en 1894, siendo uno de los cinco hijos del matrimonio conformado por Francisco Garnham Moreno y María Mercedes Barros Santa Cruz. Enrique, uno de sus hermanos, fue jefe del «Departamento de Estadística» del Ministerio de Relaciones Exteriores en 1941, y posteriormente, asesor técnico económico del Ministerio de Economía y Comercio. Realizó sus estudios primarios y secundarios en el Colegio Seminario San Rafael de su ciudad natal. Continuó los superiores en la Escuela de Derecho de la Universidad de Chile, titulándose como abogado en 1917, con una tesis sobre «el cheque».
Se casó con Eliana Searle Huici, con quien tuvo dos hijos, Sergio y Jaime.

## Carrera profesional y política
Inició su actividad laboral en el sector público, siendo secretario de la Junta Central de Beneficencia, y después, ejerció como abogado del Banco Central de Chile, del Banco Sud Americano y del Consorcio Español de Seguros, estos dos últimos del sector privado. Más adelante, ocupó el puesto de director del Banco Sud Americano, del Hotel Carrera, de la Cooperativa "Vitalicia" y de la firma Compañías de Seguros "La Trasandina".
Por otro lado, actuó en el mundo académico como profesor de derecho en la Escuela de Derecho de la Universidad de Chile. Militante del Partido Liberal (PL), con ocasión del gobierno del presidente radical Gabriel González Videla, el 29 de julio de 1952, fue nombrado como titular del Ministerio de Economía y Comercio, función que cumplió hasta el final de la administración el 3 de noviembre de ese año.
Entre otras actividades, fue socio del Club de Viña, del Sporting Club, del Club de Valparaíso y de la Asociación de Automovilistas de Chile. Falleció en Santiago de Chile en 1988.